# Centaurium maritimum
Espèce
La Petite centaurée maritime (Centaurium maritimum) est une plante herbacée thérophyte à fleurs jaunes de la famille des Gentianaceae.

## Synonymes
- Erythraea maritima Pers. Fournier
- Gentiana maritima L.
- Centaurium discolor (Gand.) Ronniger

## Biologie
Plante annuelle, à floraison estivale, floraison de mai à juin.

## Répartition
En France : littoral atlantique et méditerranéen, Corse.

## Statut de protection
Cette espèce est protégée en région Aquitaine (Article 1) et dans les Pays de la Loire (Article 1).